# Automat ładowania (wojsko)

Schemat działania automatu ładowania na przykładzie artylerii okrętowej

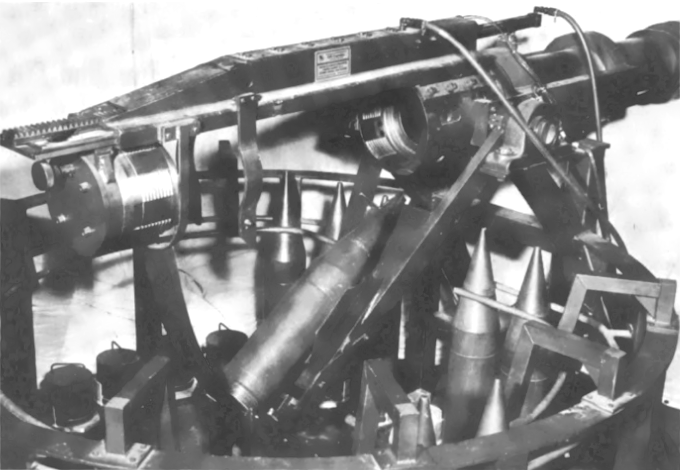
Automat ładowania

Automat ładowania — mechaniczny system, który wspomaga ładowanie armaty lub całkowicie zastępuje funkcję ładowniczego.

## Historia
Automaty ładowania zostały opracowane na początku II wojny światowej. Pierwszy raz zastosowano je w samolotach Henschel Hs 129 B-3 w pokładowych działach Bordkanone BK 7,5 kalibru 75 mm.

## Sposób działania
Automat wydobywa pociski lub ładunek miotający ze stojaka bądź komory do przechowywania amunicji i ładuje go do zamka działa. Pomaga to znacznie usprawnić i przyspieszyć proces ładowania. W przypadku pojazdów opancerzonych, eliminując potrzebę posiadania jednego (lub więcej) załoganta można zmniejszyć rozmiary wieży, a co za tym idzie zmniejsza się masa pojazdu, co pozwala skupić się na wzmocnieniu opancerzenia innych, ważniejszych części pojazdu. Czołgi produkcji ZSRR i rosyjskiej, poczynając od T-64 po T-90, wykorzystują automat ładujący. Ów system wykorzystują też między innymi czołgi Leclerc, Typ 90 czy PT-91.
Obecnie automaty ładujące stosuje się też praktycznie w każdym okrętowym systemie artyleryjskim. Pozwala to osiągnąć szybkostrzelność praktyczną na poziomie nawet od 40 do 120 pocisków na minutę.